# شکستن همزمان بیست استخوان
شکستن همزمان بیست استخوان با نام بین‌المللی رونا، مادر عظیم فیلمی به نویسندگی و کارگردانی جمشید محمودی و تهیه‌کنندگی نوید محمودی در سال ۱۳۹۶، تولید شده‌است. این فیلم، نماینده سینمای افغانستان در نود و یکمین دوره جوایز اسکار بود. شکستن همزمان بیست استخوان به عنوان بهترین فیلم جشنواره معتبر بوسان، انتخاب شده‌است.
این فیلم از تاریخ ۲۲ شهریور ۱۳۹۸ در سینماهای ایران اکران شد.

## خلاصه داستان
عظیم (محسن تنابنده) که یک پناهنده افغان است که در شهرداری تهران مشغول به کار است تا بتواند به خانواده مادر و برادرش فاروق (مجتبی پیرزاده) کمک کند تا قاچاقی به آلمان بروند. اما در لحظه آخر فاروق از بردن مادرشان منصرف می‌شود و عظیم نیز متوجه می‌شود مادرشان نیازمند عمل پیوند است. عظیم باید بین جان خودش و مادرش انتخاب کند…

## بازیگران
| بازیگر        | نقش    |
| ------------- | ------ |
| محسن تنابنده  | عظیم   |
| مجتبی پیرزاده | فاروق  |
| فرشته حسینی   | هنگامه |
| سعید چنگیزیان | هاشم   |
| علیرضا استادی | فاضل   |

## جوایز
- برنده جایزه بهترین فیلم از جشنواره بین‌المللی فیلم استکهلم سوئد (۱۳۹۸)[۵]
- برنده دیپلم افتخار بهترین فیلم آسیایی از سی و هفتمین جشنواره جهانی فیلم فجر (۱۳۹۸)
- برنده دیپلم افتخار بهترین فیلم در بخش بین الادیان از سی و هفتمین جشنواره جهانی فیلم فجر (۱۳۹۸)
- برنده تندیس  بهترین بازیگر مرد (برای محسن تنابنده) در مراسم اهدای جوایز هشتمین جشنواره فیلم استرالیا (۱۳۹۸)
- برنده جایزه بهترین فیلم از جشنواره بین‌المللی فیلم بوسان کره جنوبی (۱۳۹۷)
- برنده جایزه بهترین فیلم از جشنواره بین‌المللی فیلم دیوراما هندوستان (۱۳۹۷)
- برنده جایزه بهترین بازیگر مرد (برای محسن تنابنده) از جشنواره بین‌المللی فیلم دیوراما هندوستان (۱۳۹۷)[۶]
- برنده جایزه ویژه هیئت داوران از جشنواره بین‌المللی وزول فرانسه (۱۳۹۷)